# Gembloux
Gembloux (výslovnost [ʒɑ̃.blu]; nizozemsky Gembloers, valonsky Djiblou) je město a obec v Belgii, ležící 50 km jihovýchodně od Bruselu. Patří k provincii Namur ve Valonském regionu. Obec Gembloux má rozlohu 95,9 km² a žije v ní přibližně 26 tisíc obyvatel. Protéká jí řeka Orneau.
Město je poprvé doloženo pod latinským názvem Geminiacus. V první polovině 10. století zde svatý Guibert z Gembloux založil benediktinské opatství, které bylo zrušeno za Velké francouzské revoluce a od roku 1860 v areálu sídlí zemědělská škola, která se v roce 2009 stala jednou z fakult Univerzity v Lutychu.
Významnými památkami jsou středověký hrad Corroy-le-Château a zvonice bývalého kostela sv. Spasitele, která je zapsána na seznam světového dědictví UNESCO jako součást souboru zvonice v Belgii a Francii. Město je tradičně známé výrobou příborů a mezinárodními nožířskými trhy. Sídlí zde také automobilka Gillet. 
Rovinatá krajina okolo města se nazývá Trouée de Gembloux a měla strategický význam. Proběhly zde velké bitvy v roce 1578 (součást osmdesátileté války) a během německého útoku na Francii v květnu 1940.  
Od roku 1997 město hostí hudební festival Wally Gat Rock.